# Mandare tutto all'aria
Mandare tutto all'aria è un singolo del cantautore italiano Marco Mengoni, pubblicato il 29 novembre 2024.

## Descrizione
Il brano, scritto dallo stesso cantautore con Davide Petrella, in arte Tropico ed Edoardo D'Erme, in arte Calcutta, è prodotto da quest'ultimo, da Giovanni Pallotti, in arte E.D.D., e da Andrea Suriani, e ha visto la produzione vocale dello stesso Marco Mengoni con E.D.D.. Racconta della possibilità di far saltare i propri piani e di cambiare strada con la consapevolezza di azzerare tutto e ridisegnare il proprio percorso con un obiettivo diverso.

## Promozione
Il 24 novembre 2024 il brano è stato anticipato nel corso della nona puntata della ventiquattresima edizione del talent show Amici di Maria De Filippi, dove i ballerini hanno improvvisato una coreografia sulle note del singolo, allora ancora non rilasciato. Successivamente è stato trasmesso in anteprima anche su Sky Sport, durante il riassunto del match di Matteo Berrettini nella finale di Coppa Davis.

## Video musicale
Il video musicale, diretto da Roberto Ortu, è stato pubblicato in concomitanza all'uscita del brano attraverso il canale YouTube del cantautore.

## Tracce
Testi di Marco Mengoni, Davide Petrella ed Edoardo D'Erme, musiche di Andrea Suriani, Davide Petrella ed Edoardo D'Erme.
1. Mandare tutto all'aria – 2:49

## Formazione
Musicisti
- Marco Mengoni – voce
- Andrea Suriani – tastiere, sintetizzatore, programmazione
- Edoardo D'Erme – tastiere, sintetizzatore, programmazione
- Giovanni Pallotti – tastiere, sintetizzatore, programmazione

Produzione
- Marco Mengoni – produzione vocale
- Andrea Suriani – produzione
- Edoardo D'Erme – produzione
- Giovanni Pallotti – produzione vocale

## Classifiche
| Classifica (2024) | Posizione massima |
| ----------------- | ----------------- |
| Italia            | 31                |